# Lastre Campana

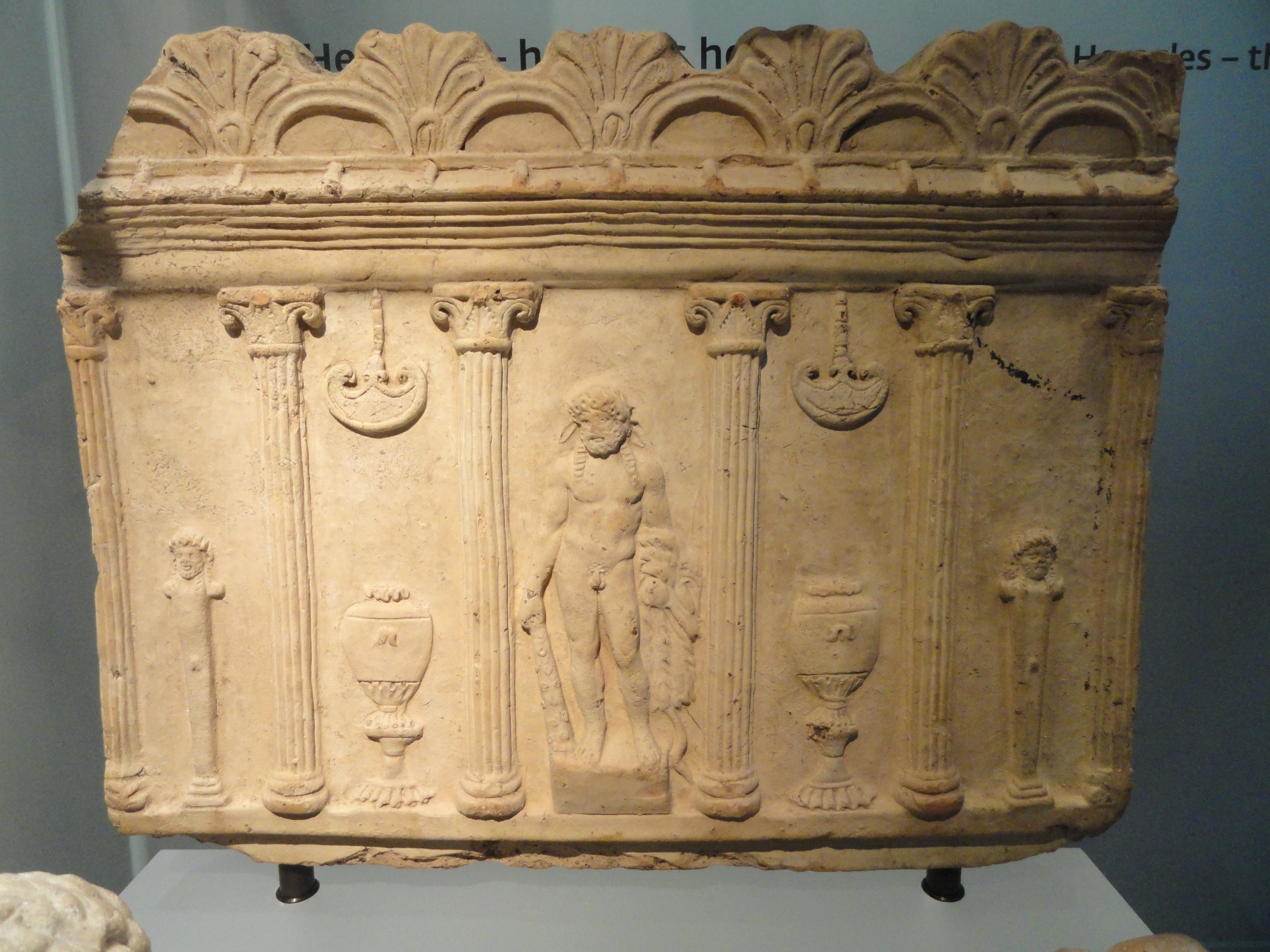
Lastra esposta al Ny Carlsberg Glyptotek di Copenaghen

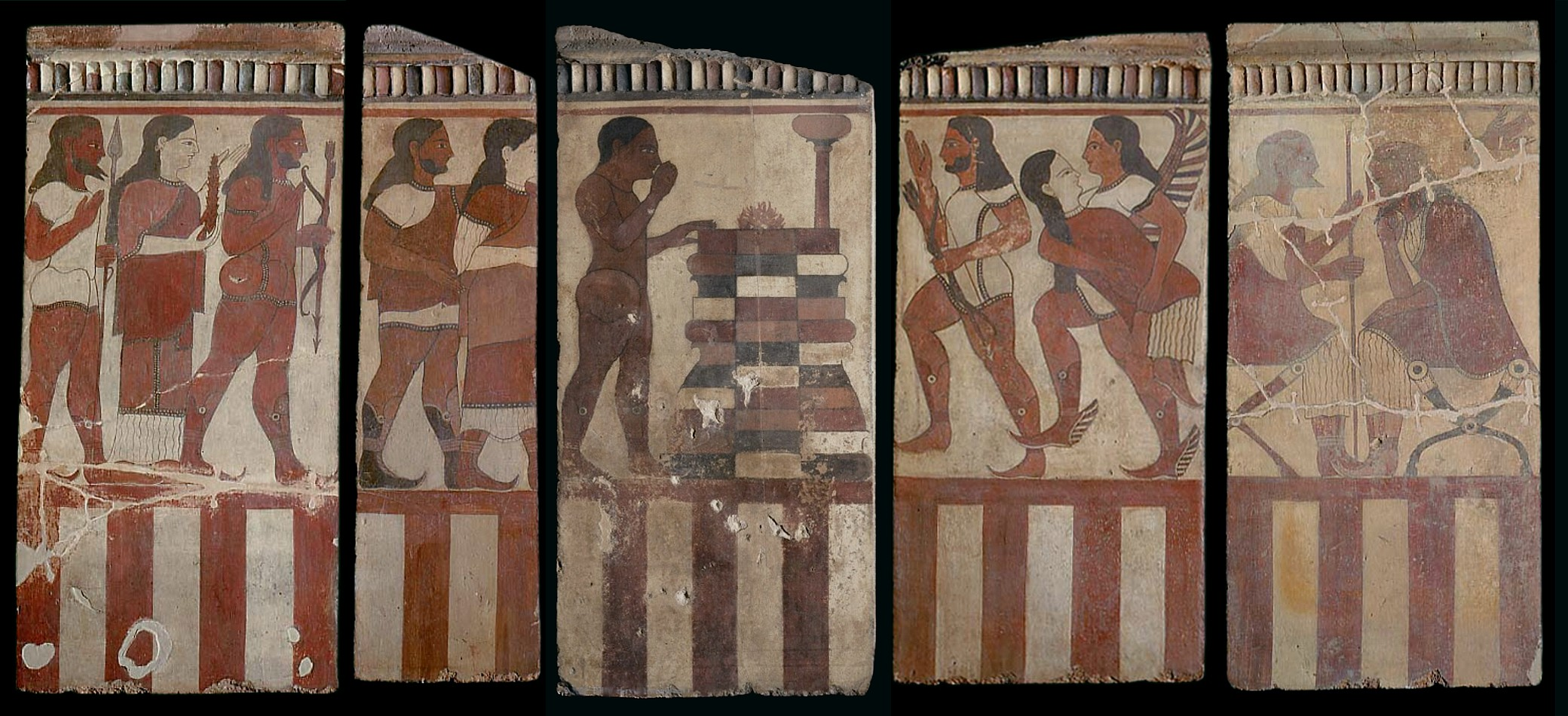
Lastra estrusca esposta al Louvre di Parigi

Le Lastre Campana sono un insieme di reperti archeologici in terracotta di origine greca, etrusca e romana, collezionati dal marchese Giampietro Campana durante la prima metà dell'Ottocento, che le riunì in una ricca collezione, di cui pubblicò il catalogo nel 1842, poi confiscata nel 1861, e oggi dispersa tra diversi musei.

## Provenienza
Nonostante la pubblicazione del catalogo, non è stato ancora possibile accertare la provenienza di tutti i reperti. Allo stato attuale è noto che provenissero da Faleri, Cerveteri e dalla Necropoli della Banditaccia, Porta Latina e dal Pago Lemonio, nella zona di Porta Pia e del Palatino, al Tuscolo ed Ostia.

## Reperti romani
Uso e fabbricazione
Gli esemplari di maggiore qualità sono generalmente di epoca augustea, ma il loro uso continuò in epoca giulio-claudia e si prolungò fino al II secolo d.C.
Le lastre erano fabbricate in serie, nello stesso modo delle tegole e dei laterizi e realizzate a matrice.
L'uso risale probabilmente alle decorazioni in terracotta presenti nell'architettura degli Etruschi e riflette forse le decorazioni in bronzo applicate su basi e altari o come rivestimento di pareti.
Raffigurazioni
Raffigurano scene o motivi decorativi figurati prevalentemente in stile neoattico, in modo simile alla ceramica aretina e a rilievi marmorei decorativi, con i quali condividono numerosi temi iconografici. Sono raffigurate scene mitologiche, scene di culto, temi dionisiaci, scene delle corse nel circo, scene di ambiente teatrale, allegorie di vittorie; sono anche presenti motivi di più marcato carattere decorativo, con figure in schemi araldici, animali, motivi vegetali, variamente combinati.

## Reperti etruschi
Della collezione facevano parte 6 lastre etrusche di terracotta dipinte, oggi esposte al Museo del Louvre di Parigi. Queste lastre, datate al VI secolo a.C., sono dipinte in rosso, bianco e nero secondo la tecnica utilizzata per i vasi corinzi, e dovevano ornare delle tombe, anche se è ancora controverso il significato delle scene raffiguratevi.

## Pubblicazioni e studi
Giampietro Campana pubblicò il catalogo della propria collezione nel 1842, con il titolo di Antiche opere in plastica discoperte, raccolte, e dichiarate, occupandosi in particolare dell'interpretazione mitologica delle raffigurazioni.
La pubblicazione sistematica dei rilievi in terracotta si ebbe agli inizi del XX secolo, ad opera degli studiosi tedeschi H. von Rohden e H. Winnefeld, ai quali si deve una suddivisione in tipi e l'individuazione di una linea di evoluzione dal punto di vista stilistico. Un successivo impulso agli studi di questo materiale si ebbe in seguito al ritrovamento delle lastre della decorazione del tempio di Apollo Palatino, di particolare qualità e in alcuni casi conservanti ancora tracce della originaria dipintura. Gli studi successivi si sono occupati dei tipi di edifici in cui erano state impiegate (templi, edifici pubblici, case private), della loro distribuzione cronologica e geografica e del significato delle raffigurazioni in relazione, in particolare, alla propaganda augustea.